# La Petite Sirène (opéra)
Pour les articles homonymes, voir La Petite Sirène (homonymie).
La Petite Sirène est un opéra de chambre radiophonique en trois actes de Germaine Tailleferre sur un livret de Philippe Soupault d'après le conte La Petite Sirène d'Hans Christian Andersen

## Histoire
L'opéra est composé en 1957. Il contient des passages doédécaphoniques, une première dans l'œuvre de Germaine Tailleferre, qu'elle ne rééditera que pour sa sonate pour clarinette solo la même année. 
La compositrice sollicite Georges Auric au sujet de sa création, et ce dernier arrange sa diffusion radiophonique. Il est créé le 30 septembre 1960 à l'ORTF (Radio-France) par l'Orchestre lyrique dirigé par Michel Le Conte.
L'oeuvre est créée scéniquement le 31 juillet 2015 au Théâtre de la Coupe d'Or à Rochefort, dans une mise en scène d'Olivier Dhénin sous la direction d'Arnaud Palipou.

## Personnages
- La sirène - soprano
- La Reine- soprano
- Le Roi - basse
- Le frère - ténor
- Les trois sœurs - sopranos
- La tante - mezzo-soprano
- Le prince bleu - ténor
- La princesse - soprano
- Le chambellan - ténor

## Instruments
Percussions, harpe, piano, cordes.
Le deuxième acte ajoute à ces instruments la contrebasse, les timbales et les ondes Martenot. Le troisième acte emploie la
clarinette, deux trombones et ajoute aux percussions le vibraphone, le célesta, un tam-tam, une grosse caisse et des cymbales.